# Tarântula da Deserta
A Tarântula da Deserta ou da Tarântula da Madeira (Hogna ingens, sin.: Lycosa ingens) é uma aranha-teia do gênero Hogna, pertencente à família das aranhas-lobo (Lycosidae). Ela é provavelmente a maior aranha-lobo do mundo.
Também é conhecida como Lycosa ingens (Blackwall, 1857), Trochosa ingens (Blackwall, 1857), e Geolycosa ingens (Blackwall, 1857)

## Anatomia
A Tarântula da Deserta tem até 4 centímetros de comprimento do corpo e até 12 cm de envergadura das pernas, possivelmente a maior aranha europeia e o maior representante da família de aranhas-lobo, que abrangente de aproximadamente 2.300 espécies. É semelhante a outras grandes aranhas-lobo, como a Tarântula-do-mediterrâneo e a Tarântula do sul da Rússia.
Em 1857, Blackwall descreveu uma fêmea com cerca de 4 cm de comprimento de corpo, e patas traseiras de cerca de 4,3 cm de comprimento. Ele descreveu a frente do corpo (prosoma) como cinza-acastanhado escuro, o abdômen (opisthosoma) como marrom-acinzentado, as pernas longas como marrom-escuras com anéis e manchas brancas. Em 1867, ele observou que o macho era menor que a fêmea (o latim ingens significa "enorme" ou "monstruoso"), mas de cor semelhante. Seus palpos são marrom-avermelhados e cobertos por pelos marrom-acinzentados.

## Habitat e medidas de proteção
É endêmica, restrita a um vale no extremo norte da ilha vulcânica chamada Deserta Grande, na Ilha da Madeira (Reserva Natural das Ilhas Desertas). O Vale da Castanheira tem aproximadamente 2,8 km de comprimento, com largura entre 180m e 400m, a área é de cerca de 83 hectares. O vale está a uma altitude de 150 a 350 metros.
Seu habitat está sendo invadido pela grama Phalaris aquatica, enquanto a vegetação nativa é danificada por cabras e coelhos que foram introduzidos na ilha. Depois que os coelhos introduzidos no ambiente foram erradicados, grande parte da área ficou coberta pela grama, que também não é nativa.
Como essa aranha-lobo requer terreno aberto com fendas e cavidades onde possa se esconder, a área em que ela pode viver está diminuindo. O número de adultos foi estimado em menos de 5.000, tornando-a uma das espécies mais raras de aranha-lobo. A Tarântula da Deserta está listada como Criticamente Ameaçada (CR) pela IUCN.
Um programa de reprodução para conservar a espécie está em execução no zoológico de Bristol, desde 2016. 25 indivíduos foram capturados e levados para o zoo, mais de 1.000 crias foram produzidas em 2017 e espera-se que algumas delas possam ser reintroduzidas no habitat natural para aumentar as populações.

## Modo de vida
Uma vez que não existem mamíferos terrestres nativos no Vale da Castanheira, a espécie é um dos principais predadores na sua pequena área de distribuição. As suas principais presas são parentes menores, outros invertebrados como o escaravelho preto, milípede português, outros insetos e até pequenos lagartos. No entanto, também foram observados animais adultos atacando jovens lagartixas madeirenses.
Essas aranhas são canibais, por isso estima-se que pouquíssimas cheguem à fase adulta. Além disso, as fêmeas costumam comer o macho após a cópula. Podem ter entre 100 e 200 filhotes, que a fêmea carrega no abdômen nos primeiros dias de vida.

## Periculosidade
A Tarântula dos Desertos é considerada muito venenosa, mas não há informações sobre isso na literatura médica recente. Sua picada é dolorosa e venenosa aos humanos.